# Teatre Principal d'Alcoi
|  | Per a altres significats, vegeu «Teatre Principal». |

El Teatre Principal és un teatre d'Alcoi estrenat el 1838, situat entre el carrer Sant Tomàs i la Plaça de Dins.
Des del 2006 fins al 2018 va tenir la seua companyia resident, La Dependent, que també estaba encarregada de gestionar la programació.
L'edifici inaugurat el 1838 va ser dissenyat per l'arquitecte municipal Joan Carbonell i Satorre (1774-1854), que va utilitzar el refetor del Convent de Sant Agustí després de la desamortització. El 1879, l'interior va ser modernitzat una primera vegada per l'aleshores arquitecte municipal Josep Moltó i Valor (1848-1886). Des dels anys 1930 va ser transformat progressivament en una sala de cine. Modernitzat per segona vegada el 1979, va haver de tancar el 2003 per problemes de seguretat. Finalment va tornar a la seua funció original després d'una restauració a fons acabada el 2006, tot i que la capacitat es va reduir dels cinc cents seients originals a 285.
Hi tenen lloc espectacles de música, companyies visitants de teatre professional, grups amateur de la ciutat com Teatre Circ i Bolos Teatre, així com l'Escola de Teatre per a nens de tres a quinze anys. Des del 2006 acull igualment l'espectacle de Nadal, el Betlem de Tirisiti, que fins aleshores ocupava un barracó poc adient amb capacitat reduïda. En mudar-se al Teatre Principal, aquest popular espectacle de titelles, reconegut com a Bé Immaterial d'Interés Cultural, va més que quadruplicar l'assistència en deu anys, amb més de 29.000 espectadors a la temporada 2015-2016.